# Нетто-премия
Нетто-премия — часть страховой премии, предназначенной непосредственно для покрытия ущерба. Нетто-премия является главной составной частью брутто-премии..
Нетто-премия состоит из чистой нетто-премии по риску и рисковой (страховой) надбавки .

## Чистая нетто-премия
Определение нетто-премии по риску традиционно относится к области актуарных расчётов и страховой математики. Чистая нетто-премия рассчитывается на основании данных об ущербах за прошлый период и представляет собой произведение частоты наступления страхового случая на средний размер ущерба по всей совокупности наступивших в прошлом страховых случаев.
Чистая премия по риску = Частота ущерба х Средний размер ущерба
Частота ущерба определяется как частное от деления числа случаев ущерба в наблюдаемом множестве на число входящих в это множество единиц наблюдения.
Средний размер ущерба представляет собой частное от деления общей суммы ущерба за наблюдаемый период на число случаев ущерба за этот же период.

## Рисковая (страховая) надбавка
Рисковая надбавка предназначена для повышения надёжности страховой защиты.
При выявлении закономерности появления ущерба в результате случайных событий в прошлом и определении на основе этого прошлого опыта убыточности в будущем неизбежны ошибки двух видов:
- Ошибка диагноза, которая появляется вследствие неполной информации. Это связано с тем, что статистическая выборка ограничена и не отвечает требованиям закона больших чисел.
- Ошибка прогноза, которая состоит в том, что в будущем не будет полного совпадения с обстоятельствами предшествующего периода, на основании которого определялась чистая премия по риску.  Это может быть следствием влияния неучтённых или изменившихся факторов. Доказано, что даже при очень хорошей информации об ущербах, будущий ущерб превышает его величину в половине случаев.

Для того, чтобы гарантировать надёжную страховую защиту, т.е. повысить вероятность того, что собранных денег хватит на выплату ущерба в будущем по всем случаям, к чистой нетто-премии добавляют рисковую (страховую) надбавку.
Величина рисковой надбавки не может быть меньше величины стандартного отклонения показателя убыточности страховой суммы.

## Использование нетто-ставки страхового тарифа для определения нетто-премии
Ожидаемую величину нетто-премии можно определить как произведение страховой суммы на нетто-ставку. Нетто-ставка представляет собой процент, который отражает вероятность убытка, рассчитанную на основе соотношения ущерба к совокупной страховой сумме застрахованных объектов.
Размер нетто-премии определяется по формуле:
Нетто-премия = Страховая сумма х Нетто-ставка/100